# FV Большой Медведицы
FV Большой Медведицы (лат. FV Ursae Majoris) — одиночная переменная звезда в созвездии Большой Медведицы на расстоянии приблизительно 3494 световых лет (около 1071 парсека) от Солнца. Видимая звёздная величина звезды — от +8,81m до +8,65m.

## Характеристики
FV Большой Медведицы — красная пульсирующая полуправильная переменная звезда типа SRB (SRB) спектрального класса M0.